# Коасоло (Торино)
Коасоло је насеље у Италији у округу Торино, региону Пијемонт.
Према процени из 2011. у насељу је живело 353 становника. Насеље се налази на надморској висини од 693 м.